# トート・ヨージェフ (1951年生のサッカー選手)
トート・ヨージェフ（Tóth József、1951年12月2日 - 2022年8月11日）は、ハンガリーのジェール・モション・ショプロン県モションマジャローヴァール出身の元サッカー選手、元サッカー指導者。元ハンガリー代表。ポジションはディフェンダー（左サイドバック等）。
ウーイペシュト所属時代の1978年と1979年にネムゼティ・バイノクシャーグIで優勝、1982年と1983年にマジャル・クパで優勝した。また、ハンガリー代表では56試合1得点を記録した。1978 FIFAワールドカップと1982 FIFAワールドカップに出場し、1982 FIFAワールドカップのエルサルバドル戦で得点を記録した。